# Anthony Jose Zambrano
Anthony Jose Zambrano (ur. 17 stycznia 1998) – kolumbijski lekkoatleta, specjalizujący się w biegu na 400 metrów.
Srebrny medalista mistrzostw świata – podczas zawodów w Dausze (2019). Podczas zawodów ustanowił rekord kraju 44.15 sekundy. W tym samym roku zdobył Mistrzostwo igrzysk panamerykańskich w Limie w biegu na 400 metrów i w sztafecie 4 x 400 metrów.
W 2021 sięgnął po srebrny medal igrzysk olimpijskich w Tokio.
Rekord życiowy w biegu na 400 metrów: 43,93 (2 sierpnia 2021, Tokio). Wynik ten jest aktualnym rekordem Ameryki Południowej.

## Sukcesy sportowe

### Igrzyska olimpijskie
| Miejsce | Dzień       | Rok  | Miejscowość    | Konkurencja        | Czas biegu  | Strata   | Zwycięzca         |
| ------- | ----------- | ---- | -------------- | ------------------ | ----------- | -------- | ----------------- |
| 11.     | 19 sierpnia | 2016 | Rio de Janeiro | sztafeta 4 x 400 m | 3:01,84 min | -        | Stany Zjednoczone |
| srebro  | 5 sierpnia  | 2021 | Tokio          | bieg na 400 m      | 44,08 s     | + 0,23 s | Steven Gardiner   |

### Mistrzostwa świata
| Miejsce | Dzień          | Rok  | Miejscowość | Konkurencja        | Czas biegu  | Strata   | Zwycięzca         |
| ------- | -------------- | ---- | ----------- | ------------------ | ----------- | -------- | ----------------- |
| srebro  | 4 października | 2019 | Doha        | bieg na 400 m      | 44,15 s     | + 0,67 s | Steven Gardiner   |
| 4.      | 6 października | 2019 | Doha        | sztafeta 4 x 400 m | 2:59,50 min | + 2,81 s | Stany Zjednoczone |

### Igrzyska panamerykańskie
| Miejsce | Dzień       | Rok  | Miejscowość | Konkurencja        | Czas biegu  | Strata | Zwycięzca |
| ------- | ----------- | ---- | ----------- | ------------------ | ----------- | ------ | --------- |
| złoto   | 8 sierpnia  | 2019 | Lima        | bieg na 400 m      | 44,83 s     | -      | -         |
| złoto   | 10 sierpnia | 2019 | Lima        | sztafeta 4 x 400 m | 3:01,41 min | -      | -         |

### Mistrzostwa Ameryki Południowej
| Miejsce | Dzień    | Rok  | Miejscowość | Konkurencja                 | Czas biegu  | Strata | Zwycięzca |
| ------- | -------- | ---- | ----------- | --------------------------- | ----------- | ------ | --------- |
| złoto   | 24 maja  | 2019 | Lima        | bieg na 400 m               | 45,53 s     | -      | -         |
| złoto   | 26 maja  | 2019 | Lima        | sztafeta 4 x 400 m          | 3:04,04 min | -      | -         |
| złoto   | 28 lipca | 2023 | São Paulo   | sztafeta mieszana 4 x 400 m | 3:14,79 min | -      | -         |

## Źródła
- Profil Anthony Jose Zambrano
- Profil olimpijski Anthony Jose Zambrano. sports-reference.com. [zarchiwizowane z tego adresu (2019-05-27)].